# Saint-Jean-du-Bois
Saint-Jean-du-Bois és un municipi francès situat al departament del Sarthe i a la regió de País del Loira. L'any 2007 tenia 610 habitants.

## Demografia

### Població
El 2007 la població de fet de Saint-Jean-du-Bois era de 610 persones. Hi havia 191 famílies de les quals 31 eren unipersonals (23 homes vivint sols i 8 dones vivint soles), 55 parelles sense fills, 82 parelles amb fills i 23 famílies monoparentals amb fills.
La població ha evolucionat segons el següent gràfic:
Habitants censats

### Habitatges
El 2007 hi havia 240 habitatges, 201 eren l'habitatge principal de la família, 29 eren segones residències i 10 estaven desocupats. 237 eren cases i 1 era un apartament. Dels 201 habitatges principals, 177 estaven ocupats pels seus propietaris i 23 estaven llogats i ocupats pels llogaters; 1 tenia una cambra, 10 en tenien dues, 20 en tenien tres, 69 en tenien quatre i 100 en tenien cinc o més. 156 habitatges disposaven pel capbaix d'una plaça de pàrquing. A 67 habitatges hi havia un automòbil i a 122 n'hi havia dos o més.

### Piràmide de població
La piràmide de població per edats i sexe el 2009 era:
| Homes | Edats   | Dones |
| ----- | ------- | ----- |
| 0     | 95 o +  | 4     |
| 0     | 90 a 94 | 36    |
| 8     | 85 a 89 | 12    |
| 4     | 80 a 84 | 0     |
| 4     | 75 a 79 | 0     |
| 4     | 70 a 74 | 8     |
| 28    | 65 a 69 | 20    |
| 12    | 60 a 64 | 8     |
| 16    | 55 a 59 | 8     |
| 8     | 50 a 54 | 0     |
| 4     | 45 a 49 | 8     |
| 8     | 40 a 44 | 12    |
| 28    | 35 a 39 | 12    |
| 28    | 30 a 34 | 32    |
| 16    | 25 a 29 | 20    |
| 4     | 20 a 24 | 8     |
| 12    | 15 a 19 | 12    |
| 12    | 10 a 14 | 12    |
| 20    | 5 a 9   | 24    |
| 20    | 0 a 4   | 16    |

## Economia
El 2007 la població en edat de treballar era de 340 persones, 257 eren actives i 83 eren inactives. De les 257 persones actives 243 estaven ocupades (123 homes i 120 dones) i 14 estaven aturades (10 homes i 4 dones). De les 83 persones inactives 34 estaven jubilades, 24 estaven estudiant i 25 estaven classificades com a «altres inactius».

### Ingressos
El 2009 a Saint-Jean-du-Bois hi havia 201 unitats fiscals que integraven 558 persones, la mediana anual d'ingressos fiscals per persona era de 16.849 €.

### Activitats econòmiques
Dels 12 establiments que hi havia el 2007, 3 eren d'empreses de construcció, 3 d'empreses de comerç i reparació d'automòbils, 1 d'una empresa financera, 1 d'una empresa de serveis, 1 d'una entitat de l'administració pública i 3 d'empreses classificades com a «altres activitats de serveis».
Dels 6 establiments de servei als particulars que hi havia el 2009, 2 eren tallers de reparació d'automòbils i de material agrícola, 1 fusteria, 2 lampisteries i 1 perruqueria.
L'any 2000 a Saint-Jean-du-Bois hi havia 16 explotacions agrícoles.

## Equipaments sanitaris i escolars
El 2009 hi havia una escola elemental.

## Poblacions més properes
El següent diagrama mostra les poblacions més properes.